# ناتالیا زیگانچینا

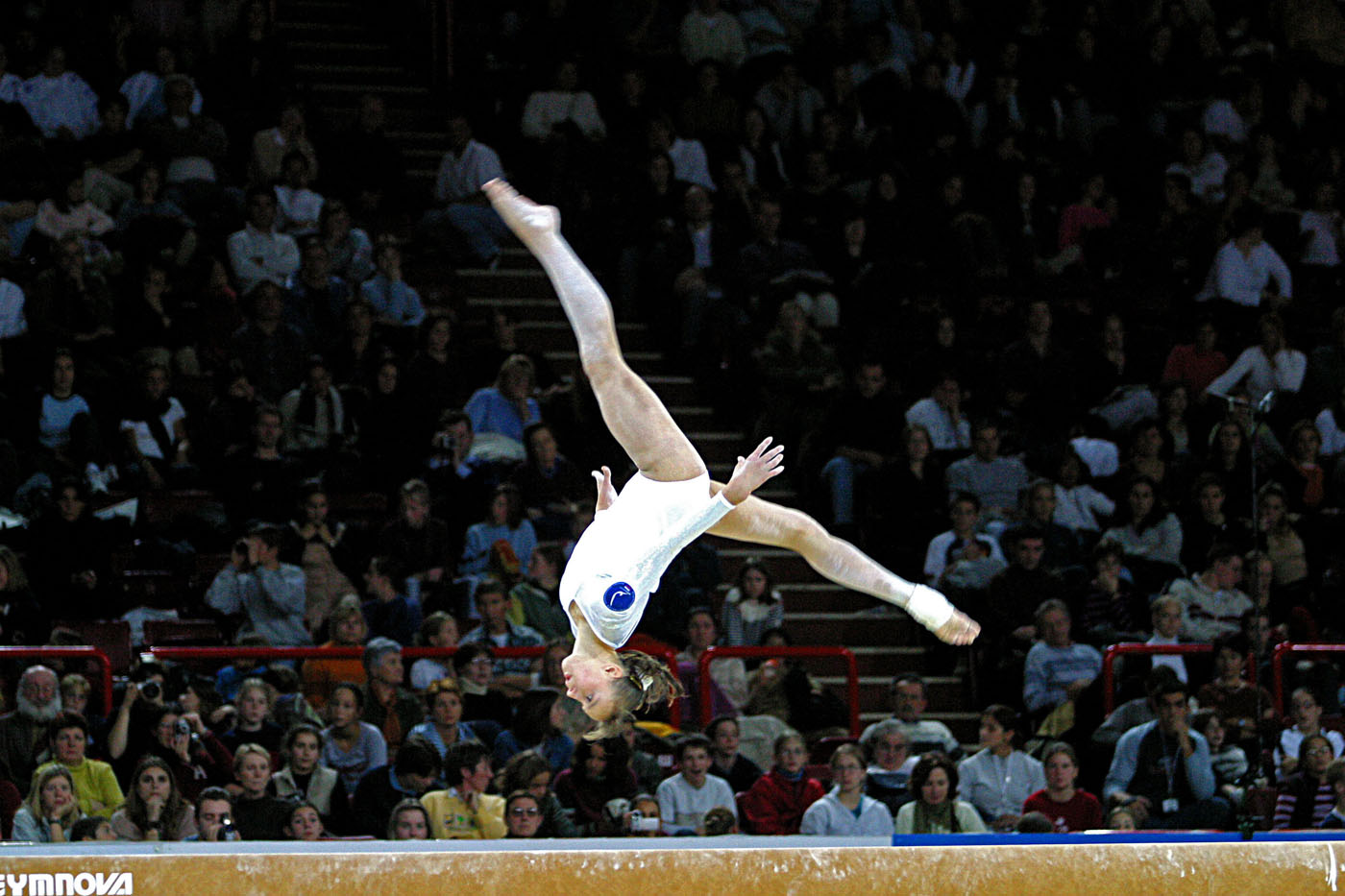
ناتالیا زیگانچینا - پاریس ۲۰۰۲

ناتالیا زیگانچینا (به انگلیسی: Natalia Ziganchina) ژیمناست زادهٔ ۲۴ دسامبر ۱۹۸۵ میلادی اهل کشور روسیه است.